# Grand Prix Španělska 2011
Grand Prix Španělska 2011 (XLXII Gran Premio de España Telefónica), 5. závod 62. ročníku mistrovství světa jezdců Formule 1 a 53. ročníku poháru konstruktérů, historicky již 845. grand prix, se již tradičně odehrála na okruhu v Barceloně.

## Výsledky

### Kvalifikace
| Pořadí              | Číslo | Jezdec             | Tým                  | 1. část  | 2. část  | 3. část  | Start |
| ------------------- | ----- | ------------------ | -------------------- | -------- | -------- | -------- | ----- |
| 1                   | 2     | Mark Webber        | Red Bull-Renault     | 1:23.619 | 1:21.773 | 1:20.981 | 1     |
| 2                   | 1     | Sebastian Vettel   | Red Bull-Renault     | 1:24.142 | 1:21.540 | 1:21.181 | 2     |
| 3                   | 3     | Lewis Hamilton     | McLaren-Mercedes     | 1:24.370 | 1:22.148 | 1:21.961 | 3     |
| 4                   | 5     | Fernando Alonso    | Ferrari              | 1:23.485 | 1:22.813 | 1:21.964 | 4     |
| 5                   | 4     | Jenson Button      | McLaren-Mercedes     | 1:24.428 | 1:22.050 | 1:21.996 | 5     |
| 6                   | 10    | Vitalij Petrov     | Renault              | 1:23.069 | 1:22.948 | 1:22.471 | 6     |
| 7                   | 8     | Nico Rosberg       | Mercedes             | 1:23.507 | 1:22.569 | 1:22.599 | 7     |
| 8                   | 6     | Felipe Massa       | Ferrari              | 1:23.506 | 1:23.026 | 1:22.888 | 8     |
| 9                   | 12    | Pastor Maldonado   | Williams-Cosworth    | 1:23.406 | 1:22.854 | 1:22.952 | 9     |
| 10                  | 7     | Michael Schumacher | Mercedes             | 1:22.960 | 1:22.671 | bez času | 10    |
| 11                  | 18    | Sébastien Buemi    | Toro Rosso-Ferrari   | 1:23.962 | 1:23.231 |          | 11    |
| 12                  | 17    | Sergio Pérez       | Sauber-Ferrari       | 1:24.209 | 1:23.367 |          | 12    |
| 13                  | 19    | Jaime Alguersuari  | Toro Rosso-Ferrari   | 1:24.049 | 1:23.694 |          | 13    |
| 14                  | 16    | Kamui Kobajaši     | Sauber-Ferrari       | 1:23.656 | 1:23.702 |          | 14    |
| 15                  | 20    | Heikki Kovalainen  | Lotus-Renault        | 1:25.874 | 1:25.403 |          | 15    |
| 16                  | 15    | Paul di Resta      | Force India-Mercedes | 1:24.332 | 1:26.126 |          | 16    |
| 17                  | 14    | Adrian Sutil       | Force India-Mercedes | 1:24.648 | 1:26.571 |          | 17    |
| 18                  | 21    | Jarno Trulli       | Lotus-Renault        | 1:26.521 |          |          | 18    |
| 19                  | 11    | Rubens Barrichello | Williams-Cosworth    | 1:26.910 |          |          | 19    |
| 20                  | 24    | Timo Glock         | Virgin-Cosworth      | 1:27.315 |          |          | 20    |
| 21                  | 23    | Vitantonio Liuzzi  | HRT-Cosworth         | 1:27.809 |          |          | 21    |
| 22                  | 22    | Narain Karthikeyan | HRT-Cosworth         | 1:27.908 |          |          | 22    |
| 23                  | 25    | Jérôme d'Ambrosio  | Virgin-Cosworth      | 1:28.556 |          |          | 23    |
| 107% time: 1:28.767 |       |                    |                      |          |          |          |       |
| 24                  | 9     | Nick Heidfeld      | Renault              | bez času |          |          | 24    |

### Závod
| Pořadí | Číslo | Jezdec             | Tým                  | Kola | Čas/odstoupení | Start | Body |
| ------ | ----- | ------------------ | -------------------- | ---- | -------------- | ----- | ---- |
| 1      | 1     | Sebastian Vettel   | Red Bull-Renault     | 66   | 1:39:03.301    | 2     | 25   |
| 2      | 3     | Lewis Hamilton     | McLaren-Mercedes     | 66   | +0.630         | 3     | 18   |
| 3      | 4     | Jenson Button      | McLaren-Mercedes     | 66   | +35.697        | 5     | 15   |
| 4      | 2     | Mark Webber        | Red Bull-Renault     | 66   | +47.966        | 1     | 12   |
| 5      | 5     | Fernando Alonso    | Ferrari              | 65   | +1 kolo        | 4     | 10   |
| 6      | 7     | Michael Schumacher | Mercedes             | 65   | +1 kolo        | 10    | 8    |
| 7      | 8     | Nico Rosberg       | Mercedes             | 65   | +1 kolo        | 7     | 6    |
| 8      | 9     | Nick Heidfeld      | Renault              | 65   | +1 kolo        | 24    | 4    |
| 9      | 17    | Sergio Pérez       | Sauber-Ferrari       | 65   | +1 kolo        | 12    | 2    |
| 10     | 16    | Kamui Kobajaši     | Sauber-Ferrari       | 65   | +1 kolo        | 14    | 1    |
| 11     | 10    | Vitalij Petrov     | Renault              | 65   | +1 kolo        | 6     |      |
| 12     | 15    | Paul di Resta      | Force India-Mercedes | 65   | +1 kolo        | 16    |      |
| 13     | 14    | Adrian Sutil       | Force India-Mercedes | 65   | +1 kolo        | 17    |      |
| 14     | 18    | Sébastien Buemi    | Toro Rosso-Ferrari   | 65   | +1 kolo        | 11    |      |
| 15     | 12    | Pastor Maldonado   | Williams-Cosworth    | 65   | +1 kolo        | 9     |      |
| 16     | 19    | Jaime Alguersuari  | Toro Rosso-Ferrari   | 64   | +2 kola        | 13    |      |
| 17     | 11    | Rubens Barrichello | Williams-Cosworth    | 64   | +2 kola        | 19    |      |
| 18     | 21    | Jarno Trulli       | Lotus-Renault        | 64   | +2 kola        | 18    |      |
| 19     | 24    | Timo Glock         | Virgin-Cosworth      | 63   | +3 kola        | 20    |      |
| 20     | 25    | Jérôme d'Ambrosio  | Virgin-Cosworth      | 62   | +4 kola        | 23    |      |
| 21     | 22    | Narain Karthikeyan | HRT-Cosworth         | 61   | +5 kol         | 22    |      |
| Ret    | 6     | Felipe Massa       | Ferrari              | 57   | Převodovka     | 8     |      |
| Ret    | 20    | Heikki Kovalainen  | Lotus-Renault        | 47   | Nehoda         | 15    |      |
| Ret    | 23    | Vitantonio Liuzzi  | HRT-Cosworth         | 27   | Převodovka     | 21    |      |

## Průběžné pořadí šampionátu
Pořadí Poháru jezdců
| Pořadí | Jezdec           | Body |
| ------ | ---------------- | ---- |
| 1      | Sebastian Vettel | 118  |
| 2      | Lewis Hamilton   | 77   |
| 3      | Mark Webber      | 67   |
| 4      | Jenson Button    | 61   |
| 5      | Fernando Alonso  | 51   |

Pořadí Poháru konstruktérů
| Pořadí | Tým              | Body |
| ------ | ---------------- | ---- |
| 1      | Red Bull-Renault | 185  |
| 2      | McLaren-Mercedes | 138  |
| 3      | Ferrari          | 75   |
| 4      | Renault          | 46   |
| 5      | Mercedes         | 40   |